# Roggiano Gravina
Roggiano Gravina est une commune de la province de Cosenza, dans la région de Calabre, en Italie.

## Origine du nom
Selon différentes sources, il semble que le nom vienne de Vergae (de Ver et Gens : les gens qui habitent un village fortifié), d’origine osque, cité que Tite-Live qualifie d'ignoble pour avoir pris position contre les Romains. Il se transforme en Vergianum, Rubiniamin, Terra Rugiani, Rugliano et enfin en Rogano (territoire des Ruges). Pour avoir la dénomination actuelle, il faut attendre le 12 mars 1864 quand, le maire d’alors, Federico Balsano (frère de Fernandino, prêtre, écrivain, philosophe et député au Parlement italien quand Florence était capitale) voulant honorer la mémoire de l'illustre concitoyen Giovanni Vincenzo Gravina, célèbre juriste et homme de lettres, un des fondateurs de l’Académie d'Arcadie pour le deuxième centenaire de sa naissance, ajouta le nom Gravina au nom Rogiano (avec un seul g). Quand et pourquoi Roggiano prend-il le second g, personne n’a réussi à le savoir avec précision. Personne ne sait qui en est le responsable, une personne ou une institution. Personne ne sait si c’est officiel même si on continue à employer l’ancienne dénomination, utilisée jusqu’aux années 50, pour divers usages (la poste ou les transports ferroviaires).

## Administration
| Période                                  | Période  | Identité          | Étiquette | Qualité |
| ---------------------------------------- | -------- | ----------------- | --------- | ------- |
| 29 mai 2007                              | En cours | Luigi Guaglianone |           |         |
| Les données manquantes sont à compléter. |          |                   |           |         |

### Communes limitrophes
Altomonte, Malvito, San Lorenzo del Vallo, San Marco Argentano, San Sosti, Santa Caterina Albanese, Tarsia

## Personnalités
- Giovanni Vincenzo Gravina (1664-1718), homme de lettres et juriste
- Angelo Maria Mazzia